# Treppenkäfer

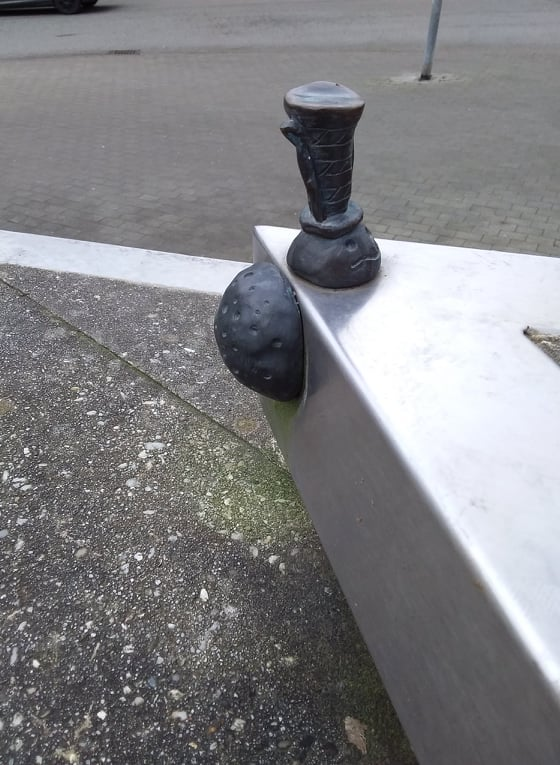
Treppenkäferzug

Treppenkäfer sind Kunstwerke im öffentlichen Raum der Stadt Nordhausen in Form von Bronze-Zwergen, welche im Wesentlichen auf den zahlreichen Treppen der Stadt installiert wurden. Es gibt in Nordhausen derzeit 21 Treppenkäfer. Es handelt sich um circa 10 bis 40 cm große Bronzefiguren ganz unterschiedlicher Gestalt. Die Treppenkäfer gehen auf eine Idee von zwei Mitarbeitern des JugendSozialwerks Nordhausen e. V. aus dem Jahre 2008 zurück. 2009 entstanden die ersten von Nordhäuser Bürgern geschaffenen Treppenkäfer.

## Geschichte

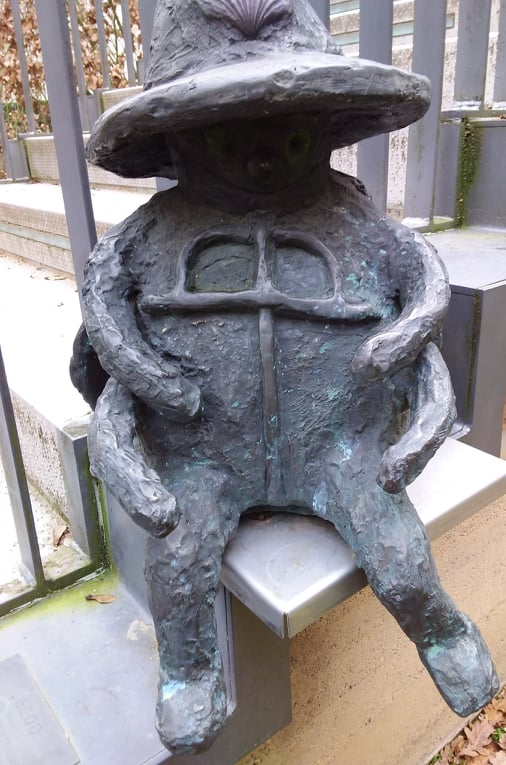
Jakob

Die Inspiration für die Idee waren Zwerge in Polen. Zwei Mitarbeiter des JugendSozialwerks Nordhausen, Ines Gast und Rüdiger Neitzke, entdeckten diese Zwerge auf einer Geschäftsreise in Breslau. Hierdurch kamen sie auf die Idee, etwas Vergleichbares auch in Nordhausen zu verwirklichen, vor allem, um den Blick auf die vielen Treppen in der Stadt zu lenken.  Im Sommer 2008 entwickelten sie die Käfer-Idee, für die sich dann auch der Geschäftsführer des JugendSozialwerks einsetzte.

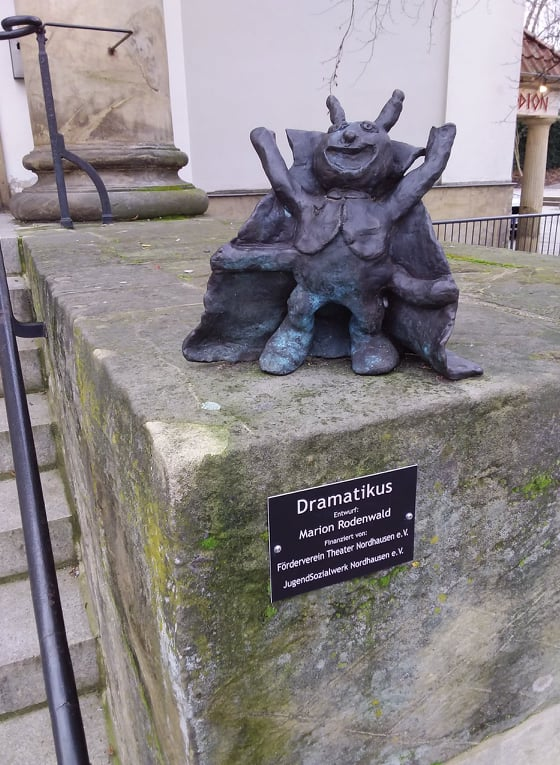
Dramatikus

Von dieser Idee ließen sich auch die Stadtverwaltung und inzwischen viele weitere Partner überzeugen. Im Frühjahr 2009 starteten erste Töpfer-Workshops, um Modelle zu formen. Im Herbst 2009 hatten die ersten fünf Treppenkäfer ihren Platz auf den Podesten.

## Ziel

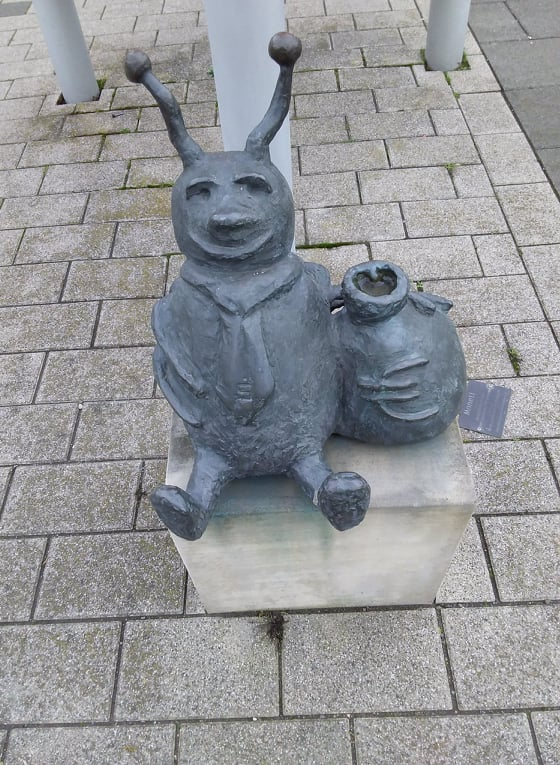
Moneti

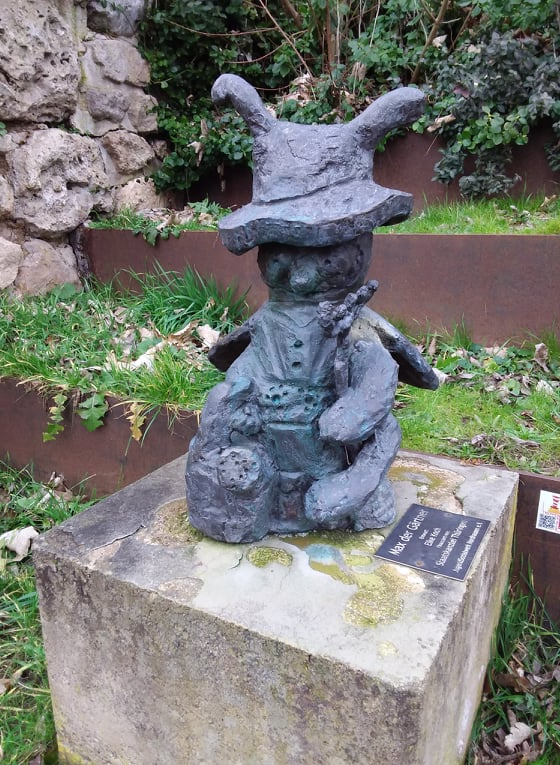
Max der Gärtner

Nordhausen ist eine Stadt der Treppen. In Nordhausen gibt es 260 Treppen und 2530 Treppenstufen. Durch die Treppenkäfer als Kunstwerke im öffentlichen Raum werden die Treppen konkreter akzentuiert und geraten so in einen individuelleren Blickpunkt. Die Treppen sollen dadurch zu Anziehungspunkten werden und Nordhausens Wahrnehmung als familienfreundliche und geschichtsbewusste Stadt stärken.

## Liste der einzelnen Treppenkäfer
Alle Treppenkäfer wurden von Sponsoren finanziert:
1. Max, der Gärtner, Standort: Schlunztreppe, gestiftet von der Staatskanzlei Thüringen
2. Der Rosenkavalier, Standort: Frauenberger Stiege, gestiftet von der Sparkassen-Kultur-Stiftung Hessen-Thüringen
3. Selina Marie, der Kinderkäfer, Standort: LGS-Treppe, gestiftet von der Stadt Nordhausen[5]
4. Ecki, der Um-die-Ecke-Käfer, Standort: Wassertreppe, gestiftet vom Jugendsozialwerk, gestohlen im Juni 2017[6]
5. Der Wasserträger, Standort: Wassertreppe, gestiftet von der Froebel Academy International (FAI) GmbH
6. Treppenkäferzug, Standort: LGS-Treppe,  gestiftet von der Nordthüringer Volksbank eG
7. Froebicus (scarabaeus froebicus internationalis), Standort: Stadt Information, gestiftet von der Froebel Academy International (FAI) GmbH,
8. Der Ziegler von der Nachtigallenpforte, Standort: Promenade Nachtigallenpforte, gestiftet von der Ziegelwerk Nordhausen Dipl.Ing Sourell GmbH
9. Moneti, Standort: Parkplatz Kreissparkasse, gestiftet von der Kreissparkasse Nordhausen
10. Jakob, Standort: Lesserstiege, gestiftet von der Diakonie in Nordhausen Stiftung Maria im Elende GmbH
11. Doppelkörner Henry und Henriette, Standort: Rähmentreppe, gestiftet von der Echter Nordhäuser Spirituosen Nordhausen GmbH
12. Lehi, Standort: Petriturm, gestiftet von der Nordthüringer Lebenshilfe gGmbH
13. TeleFunny, Standort: Rautenstraße TeleFun Shop, gestiftet vom O2 und Vodafone Shop TeleFun
14. Humrich, Standort: Altendorfer Stiege, gestiftet durch Aktivitäten des Humboldt-Gymnasiums
15. Familie Käfer, Standort: Familienzentrum, gestiftet durch das Preisgeld Der Ideale Ort
16. Findulin, Standort: Bibliothekstreppe an der FH,[7] gestiftet durch Treppenlauf
17. Plasmolio, Standort: Rautenstraße, gestiftet von der Plasma Service Europe GmbH Nordhausen
18. Demokratikus, Standort: Stadtbibliothek, gestiftet von Nordhäuser Bürgerinnen und Bürgern
19. Parkwächter, Standort: Beethovenring – Treppe zum Park Hohenrode, gestiftet vom Förderverein Park Hohenrode[8]
20. Dramatikus, Standort: Theater Nordhausen, gestiftet vom Förderverein des Theaters Nordhausen
21. Zwahebro, Standort: Stadtverwaltung Nordhausen, gestiftet vom Förderverein des Förderzentrums St. Martin, gestohlen im Januar 2019[9][10]